# Bodnegg
Bodnegg est une commune de Bade-Wurtemberg (Allemagne), située dans l'arrondissement de Ravensbourg, dans la région Bodensee-Oberschwaben, dans le district de Tübingen.

## Jumelages
- Vouvry (Suisse) depuis 2003
- Gottenheim (Allemagne) depuis 2010